# Línea de Évora

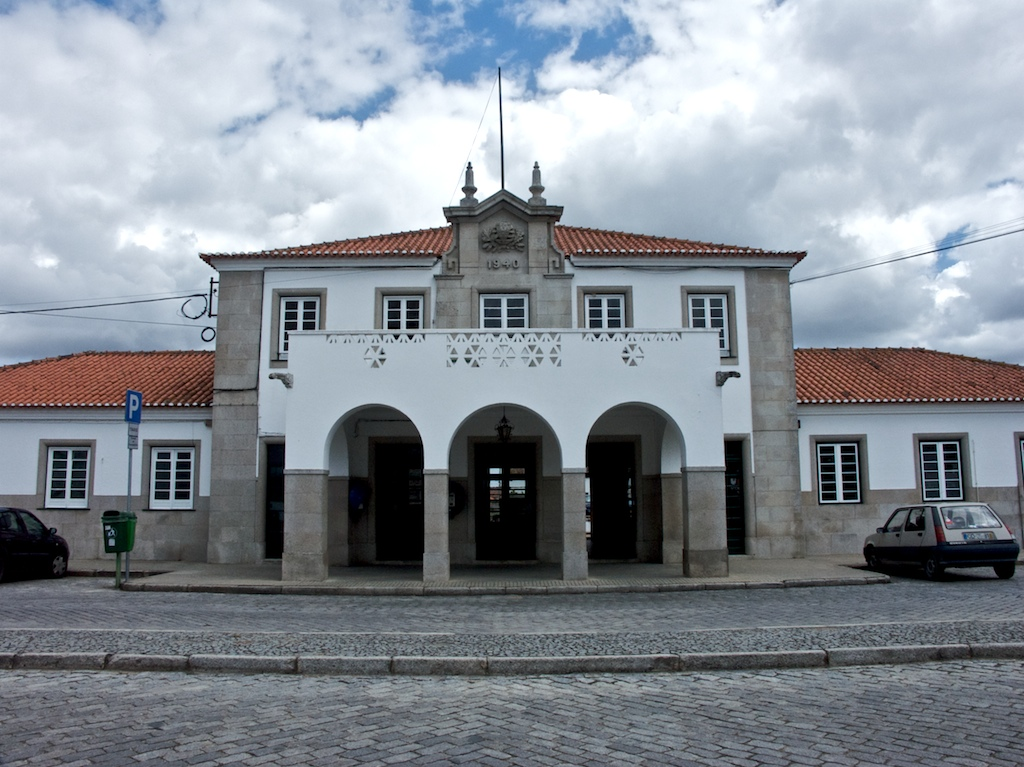
Estación de Évora, en el PK 116 de la Línea de Évora.

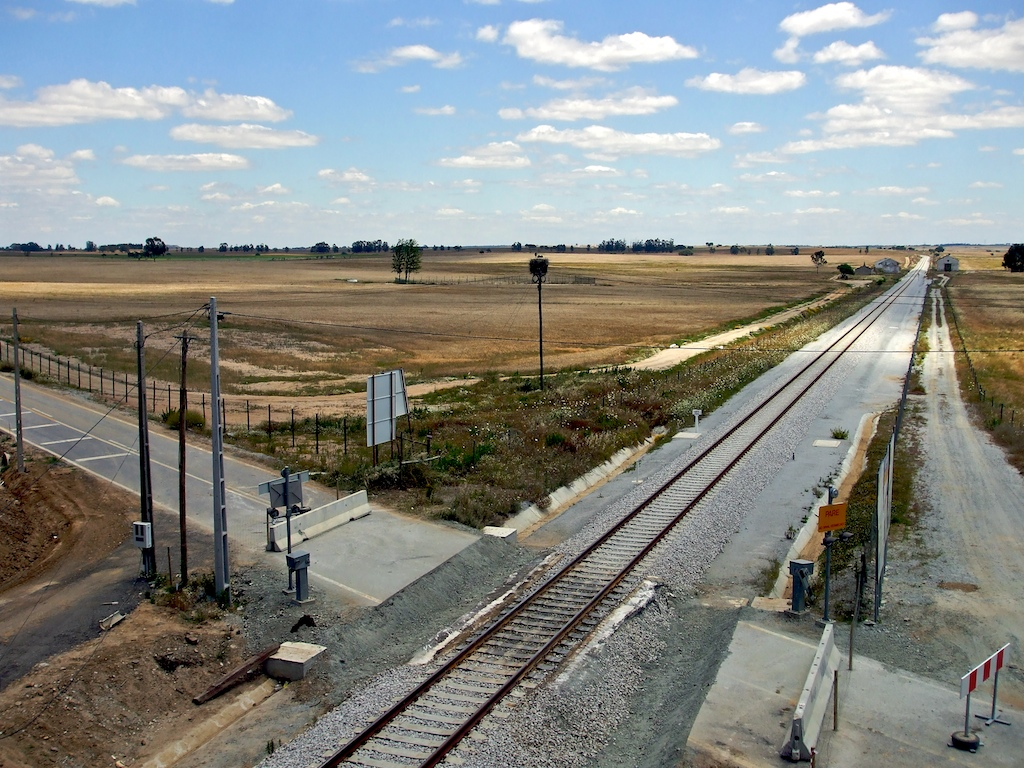
Aspecto de la Línea de Évora cerca de la antigua estación de Tojal.

La línea de Évora es una línea férrea que une la línea del Alentejo, en Casa Branca, a la ciudad de Évora, en Portugal. El tramo entre esta estación y Estremoz se encuentra suspendido.

## Características
La línea atraviesa los ayuntamientos de Montemor-o-Novo, Évora, Arraiolos y Estremoz.

## Historia

### Conexión hasta Évora
El 19 de abril de 1854, fue presentada una consulta del Consejo Nacional de Obras Públicas, sobre un proyecto del Marqués de Ficalho y de José Maria Eugénio de Almeida, como representantes de la Compañía Nacional de los Ferrocarriles al Sur del Tajo, para construir una conexión ferroviaria entre Aldea Galega (actual Montijo) y Vendas Novas; el 24 de julio del mismo año, fue firmado un contrato con el gobierno para construir y gestionar este ferrocarril, que preveía la continuación de esta línea hasta Beja, con ramales para Évora y Setúbal. El primer tramo, entre el Barreiro y Bombel, fue inaugurado el 15 de junio de 1857, con una ancho de 1,44 metros.
En junio de 1859, no obstante, el gobierno presentó al parlamento una nueva propuesta de ley, para la construcción de las conexiones ferroviarias hasta Beja y Évora, a partir de Vendas Novas, pero con ancho ibérico, por ser este el utilizado en España; este proyecto fue ratificado en la ley del 8 de julio de 1859, al resguardo de la cual se abrió el concurso para estas líneas. No obstante, este proceso no tuvo ningún concurrente, por lo que el Estado consignó estas obras a un grupo de empresarios ingleses, que formaron, para este objectivo, la Compañía de los Ferrocarriles del Sudeste. Este contrato estipuló que el tramo debería ser construido en vía única, pero debería estar desde luego listo para recibir vía doble, que sería adoptada cuando las ganancias brutas fuesen superiores a 4.800 reales por kilómetro; la concesión para este tramo duraría 99 años, pudiendo el gobierno rescatarla al final de 15 años. El gobierno concedió, también, la exención de impuestos tributarios sobre los materiales de construcción durante la duración de las obras, y sobre el material circulante hasta dos años después de las obras; según el contrato, la línea entre Vendas Novas y Beja y Évora tenía de estar concluida en 3 años tras el inicio del contrato, si no el estado tomaría cuenta de la compañía y colocaría los bienes en la hacienda pública. El 29 de mayo de 1860, fue publicada una carta de ley, con el contrato para la construcción de la conexión ferroviaria entre Vendas Novas, Beja y Évora, debiendo el enlace de las vías ser efectuado en Santiago do Escoural; el lugar de enlace fue posteriormente cambiado a Casa Branca, porque permitía una conexión más rápida entre Beja y Vendas Novas. El 23 de enero de 1861, la Compañía al Sur del Tajo unió Bombel a Vendas Novas, donde su congénere ya había iniciado las obras en la dirección de Beja y Évora con ancho ibérico, haciendo que esta estación presentase vías de anchos diferentes, impidiendo el tránsito ferroviario y obligando a los pasajeros y carga a transbordos.
La línea hasta Évora fue abierta el 14 de septiembre de 1863, mientras que la conexión hasta Beja entró en servicio el 15 de febrero del año siguiente.

### Tramo entre Évora y Estremoz
Con el fin de uniformizar las vías en todo el recorrido, el gobierno nacionalizó la Compañía al Sur del Tajo, y concesionó las antiguas líneas de esta empresa a la Compañía del Sudeste, según un contrato provisional del 21 de abril de 1864; este documento también preveía, entre otros proyectos, la continuación de la Línea de Évora hasta Crato, en la Línea del Este, pasando por Estremoz, debido al elevado número de minas en esta región, a la falta de vías de buena calidad, y al hecho de que esta conexióm permitía un contacto directo con España y Francia. El contrato definitivo fue elaborado el 11 de  junio del mismo año, habiéndose iniciado las obras en el tramo entre Évora y Estremoz, para la futura prolongación a Crato.
No obstante, los problemas financieros de la Compañía impidieron que esta realizase los pagos debidos al Estado, por lo que, en 1869, este tomó cuenta de las líneas, aunque la explotación de las mismas continuase siendo efectuado por la Compañía; fue en este régimen cuando fue abierto el tramo hasta Estremoz, el 22 de diciembre de 1873.

### Inauguración y expansión hasta Villa Viçosa
El 6 de octubre de 1898, fue proyectada la continuación de la Línea de Évora hasta la Línea del Este, teniendo lugar el enlace en el tramo de Crato a Elvas, a través de Vila Viçosa; no obstante el tramo hasta esta localidad, no fue abierto al servicio hasta el 2 de agosto de 1905.
En 1903, además de un elevado número de composiciones de mercancías, circulaban, en esta línea, cuatro servicios mixtos, a velocidades de 28 y 29 km/h.

### Suspensión de la circulación en el tramo Évora-Estremoz
La circulación de convoyes de pasajeros entre las estaciones de Évora y Estremoz fue suspendida a comienzos de 1988, manteniéndose el tráfico de mercancías, principalmente cemento. Este tráfico dejó poco después de existir y REFER dio el tramo por cerrado en 2011.

### Suspensión de la circulación del tramo Casa Branca-Évora
La circulación ferroviaria fue el 14 de junio de 2010, cerrada en la Línea de Évora, de forma que se pudiese proceder a obras de renovación, siendo prevista la disponibilidad de transportes alternativos. Estas obras de renovación contemplaban la electrificación y renovación de las vías, construcción de pasos a distinto nivel y mejoras de estaciones, siendo llevadas a cabo en los tramos entre Bombel, Vidigal, Casa Branca y Évora, totalizando aproximadamente 60 kilómetros; el valor de este inversión supera los 48 millones de euros. Este tramo fue reabierto el 24 de  julio de 2011.